# あわら市金津小学校
あわら市金津小学校（あわらし かなづしょうがっこう）は福井県あわら市花乃杜1丁目にある公立小学校。

## 概要
あわら市立金津小学校は福井県と石川県にまたがる坂井北部丘陵地の南麓にあり、JR芦原温泉駅より徒歩10分の所に位置する。南校舎からは竹田川をはさんで坂井平野が見渡せる。児童は毎年500～600名で約20クラスで構成される大規模校である。児童はあわら市の金津地区（細呂木地区の一部を含む）より、徒歩またはあわら市コミュニティバス（2012年廃止）で通学していた。多くの生徒は卒業後、同市内のあわら市立金津中学校に進学するが、一部の生徒は福井市内の私立中学校や、県内の中学校へ進学する。また地域貢献の授業に力をいれていて、地域の老人ホームへの訪問や、竹田川河川公園の清掃ボランティアなどをおこなっている。2008年度で創立135年を迎え、2010～2011年度にかけ、隣接する金津幼稚園を含む校舎を、文部科学省の耐震化命令に基づき改修耐震工事を施した。

## 教訓
伸びよ　鍛えよ　心と体

## 歴史
- 1873年（明治6年）6月 - 十日にある永臨寺に金津小学校を新設。
- 1874年（明治7年） - 明善寺に独立校舎を建設し移転。
- 1878年（明治11年）7月 - 六日町姫橋畔に独立校舎を建設、移転し、同時に鳳儀小学校と改称。
- 1890年（明治23年）10月 - 金津町立金津小学校と改称。
- 1891年（明治24年）
  - 3月 - 簡易科を廃止し、尋常科を設置。
  - 6月 - 高等科を設置。
- 1900年（明治33年）8月 - 金津町立金津尋常小学校と改称。
- 1906年（明治39年） - 金津町八日稲荷山麓（現在地）に、校舎新築移転。
- 1911年（明治44年） - 実業補習学校付設。
- 1920年（大正9年）4月 - 坂井郡准教員養成所を新設。
- 1926年（大正15年）7月 - 青年訓練所を併設。
- 1927年（昭和2年）
  - 4月 - 町立金津幼稚園を併設。
  - 5月 - 校地を拡張し、校舎を拡張。
- 1941年（昭和16年）4月 - 国民学校令により、金津町立金津国民学校と改称。
- 1944年（昭和19年）9月 - 大阪市榎並小学校児童の疎開を受け入れ。
- 1947年（昭和22年）4月 - 学制改革により、金津町立金津小学校と改称。
- 1948年（昭和23年）6月28日 - 16時13分頃に発生した福井地震により、全校舎倒壊。
- 1953年（昭和28年）1月 - 全校舎復旧。
- 1954年（昭和29年） - 学校給食開始。
- 1955年（昭和30年）
  - 3月 - 併設の金津幼稚園が金津町東区に独立移転。同月、校章制定。
  - 4月 - 町村合併により、山室・高塚・新用・馬場が校下となる。
- 1959年（昭和34年）5月 - 特殊学級を新設。
- 1961年（昭和36年）4月 - 清王・山十楽・嫁戚が校下となる。
- 1963年（昭和38年） - PTA簡易保険組合を新設。
- 1965年（昭和40年）
  - 4月 - 制服を制定。
  - 9月 - 新たに校歌を制定。
- 1973年（昭和48年） - 創立百周年記念祭を挙行。金津小学校百年史と簡易保険組合十年史を発行。
- 1974年（昭和49年）6月 - 校舎新築第一期工事完工（北側普通教室教棟）。
- 1975年（昭和50年）
  - 7月 - 校舎新築第二期工事完工（本館・音楽室教棟）。
  - 11月 - 校舎新築体育館建設着工。幼稚園併設と低学年校舎2階増設。
- 1977年（昭和52年）11月 - 総合落成式挙行。
- 1985年（昭和60年）9月 - グランド整備工事完工。
- 1988年（昭和63年） - 体育館渡り廊下・屋上防水工事。
- 1989年（平成元年） - 低学年校舎屋上防水工事。
- 1990年（平成2年） - 給食室工事。
- 1991年（平成3年） - 南壁改修、駐車場舗装工事、防ネット新設、配水管整備。
- 1992年（平成4年） - 遊具（滑り台）新設。教員便所増設工事、廊下床補修。
- 1993年（平成5年） - 創立120周年・簡保30周年記念事業開催。同年、校門改修、アンパンマンロード設置、記念誌刊行、防火戸連動改修工事、高学年玄関タイル補修工事、大体育館・小体育館屋根塗装工事、大体育館ライン塗り替え、小体育館防球ネット取り替え、グランドバックネット裏側溝補修工事。
- 1994年（平成6年） - トイレブース改修工事、冷暖房配水改修工事。
- 1995年（平成7年）
  - 6月 - プールフェンス補修工事完了。
  - 8月 - 教室用カラーテレビ11台設置。
  - 9月 - 校内電話改修工事完了。
  - 12月 - 教室用（第2）ボイラー取り替え。
- 1996年（平成8年）
  - 8月 - 教室用カラーテレビ11台設置。
  - 9月 - コンビネーション遊具（校庭）設置。
- 1997年（平成9年）5月 - プール改修工事、音楽室屋上防水工事、玄関前広場水銀灯設置。
- 1998年（平成10年）
  - 7月 - 図書室冷房整備。
  - 9月 - コンピュータ室設置し、パソコン22台。
- 1999年（平成11年） - 教室照明取り替え。プール管理棟塗装。
- 2000年（平成12年） - 北校舎・保健室・放送室防水工事。3学年横トイレ男女洋式便器取り付け、低学年玄関スロープ設置、体育館屋根換気扇取り替え。
- 2001年（平成13年） - 本館・職員玄関・小体育館渡り廊下屋上防水工事。高学年玄関壁吹き付け。
- 2003年（平成15年）4月 - 高学年玄関スロープ設置。小体育館屋根塗装。
- 2004年（平成16年）3月1日 - 坂井郡金津町と芦原町が合併した、あわら市発足により、あわら市金津小学校と改称[1]。
- 2005年（平成17年）8月 - 家庭科室床張り替え。なかよし（特殊）学級に洋式便器設置。
- 2006年（平成18年）4月 - 特殊学級「青空」・「若葉」の2学級に。
- 2007年（平成19年） - 福井型コミュニティースクール指定。
- 2008年（平成20年） - 体育館耐震工事。
- 2009年（平成21年） - 南校舎耐震補強・改修工事。デジタルテレビ・パソコン設置。
- 2010年（平成22年） - 北校舎・西校舎耐震補強・改修工事。
- 2011年（平成23年） - 大体育館屋根防水工事開始。
- 2012年（平成24年） - 大体育館屋根防水工事完了。
- 2013年（平成25年） - 開校140周年記念事業として、航空写真撮影。
- 2014年（平成26年）4月 - 2学期制試用期間。同月、アンパンマンロード看板設置。
- 2015年（平成27年）
  - 3月 - 併設の金津幼稚園閉園。
  - 11月 - ボイラー施設の使用中止。
- 2024年（令和6年）1月1日 - 令和6年能登半島地震の揺れで屋外外構部に舗装の浮き、割れが発生する被害を受ける[2]。

## 通学区域
新、古、東、六日、旭、新富、天王、水口、十日、脇出、上八日、八日、下八日、坂ノ下、稲荷山、千束、新用、馬場、春日、榛ノ木原、中央、北稲越、向ケ丘、若葉台、桜ケ丘、山室、高塚、清王、山十楽、嫁威、日の出

## 進学先中学校
- あわら市金津中学校[3]

## 周辺
- 総持寺
- 明善寺
- 金津雲雀ヶ丘寮
- 福井県道9号芦原丸岡線
- 竹田川
- この他、花乃杜ハイツなどの住宅街が広がる。
- また、竹田川をはさんだ南側地域には、あわら市中心部がある。

## アクセス
- 京福バス「84」・「85」・「96」・「97」の各系統[4]で、「金津小学校前」バス停下車後、学校正門まで、
  - 「84」系統・「96」系統の芦原温泉駅行のりばから、徒歩約170m・約3分。
  - 「85」系統・「97」系統の芦原温泉駅発のりばから、徒歩約160m・約3分。

## 著名な卒業生
- 藤林温子（毎日放送、アナウンサー）